# Gonocarpus simplex
Gonocarpus simplex là một loài thực vật có hoa trong họ Haloragaceae. Loài này được (R.Br. ex Britten) Orchard miêu tả khoa học đầu tiên năm 1975.